# 金従会
金 従会（キム・ジョンフェ、朝鮮語: 김종회/金從會、1923年 - 1953年5月27日）は、大韓民国の政治家。第2代韓国国会議員。

## 経歴
忠清南道大徳郡出身。中央大学法科卒。大韓青年団大徳郡団長のほか、東国大学（現・東国大学校）で講師を務めた。1950年の第2代総選挙に大徳選挙区から無所属で出馬して当選し、国会においては1951年3月9日から同年12月19日まで、また1952年1月24日から同年12月19日まで国会国防委員会委員長を務めた。
しかし、1953年5月27日に影島の自宅で急死した。5月26日に遊説を終えて自宅に戻り、就寝中に「手足が少し痛い」と言い、次に目を覚ました時にはすでに死去していたと妻は述べている。医師の推測では心臓麻痺とされる。のちに異母兄は死因について、他殺疑惑があるとして司法解剖を依頼したが、胃液から毒性のある成分は発見されなかった。